# Fondation nationale pour l'enseignement de la gestion des entreprises
La Fondation nationale pour l’enseignement de la gestion des entreprises, plus connue sous l'acronyme Fnege, est une fondation française à but non lucratif reconnue d'utilité publique dont l'objectif est de développer et d'améliorer la qualité de l’enseignement supérieur de gestion des entreprises en France.

## Historique
Créée par le décret du 15 mai 1968 par l’État français et les entreprises, la Fnege a pour but de développer et d'améliorer la qualité de l’enseignement supérieur de gestion des entreprises en France pour le porter à un niveau comparable à celui des grands pays industrialisés (notamment les États-Unis).
Les programmes qu'elle a alors financés ont permis la formation d'un corps professoral de gestion de très haut niveau. Puis la Fnege a favorisé le développement de la recherche en gestion (formations doctorales, associations académiques, publications, notamment la Revue française de gestion).
Ces dernières années, la Fnege a beaucoup contribué à l'internationalisation des établissements français de gestion, en aidant à la délocalisation de programmes ou en facilitant des partenariats avec des établissements étrangers (Iran, Égypte, Liban, Algérie).
La Fnege est un lieu d'échange privilégié entre les universités, les IAE, les grandes écoles de gestion et les entreprises.

## Organisation
Le conseil d'administration de la Fnege est présidé par un dirigeant d'entreprise. Il est paritaire : composé de représentants de l'État, d'une personnalité qualifiée, de représentants de l'enseignement supérieur de gestion et représentants des entreprises.
Depuis 2018, le président de la Fnege est Jean-Marc Janaillac et, depuis 2020, le délégué général est Jérôme Caby.

### Liste des dirigeants
| Identité                         | Période | Période | Durée |
| Identité                         | Début   | Fin     | Durée |
| -------------------------------- | ------- | ------- | ----- |
| Jean-Marc Janaillac (né en 1953) | 2018    |         |       |

## Classement
Tous les trois ans, la Fnege établit un classement des revues scientifiques en sciences de gestion. Pour le classement Fnege 2025, la méthode de classement est sujette à questionnement de la part d'un collectif de publications.
C'est à partir de ce classement et de celui de la section 37 du CNRS que le Hcéres établit sa propre liste de revues classées dans les domaines de l'économie et de la gestion.

## Tests TAGE
Les tests Tage sont reconnus en France et à l’international, et représentent la référence des tests d’aptitudes pour de nombreuses écoles de management.
Il existe 4 types de tests TAGE : 
- Le TAGE Post Bac est un test à la sélection des candidats désirant entreprendre ou poursuivre des études de management en formation initiale ou continue à bac / bac+1.
- Le TAGE 2 est un test à la sélection des candidats désirant entreprendre ou poursuivre des études de management en formation initiale ou continue à bac+2.
- Le TAGE MAGE est un test à la sélection des candidats désirant entreprendre ou poursuivre des études de management en formation initiale ou continue à bac+3 / bac+4.
- Le TAGE Executive est un test à la sélection des candidats désirant entreprendre ou poursuivre des études de management en formation continue.

## Labellisations et prix
La FNEGE valorise les travaux des enseignants-chercheurs en Sciences de Gestion par des labellisations et des Prix : pour leurs ouvrages, leurs dispositifs pédagogiques, les thèses et les études de cas.
Ouvrages :
Le Collège de Labellisation labellise des ouvrages de management dans 4 catégories :
- Ouvrage de Recherche Collectif
- Ouvrage de Recherche non Collectif
- Essai
- Manuel de l’Enseignement Supérieur

Chaque année, les ouvrages labellisés par la Fondation postulent automatiquement au Prix du Meilleur Ouvrage de Management.
Dispositifs pédagogiques :
La FNEGE a lancé en 2019 un Collège de Labellisation des dispositifs pédagogiques à l’ère du numérique.
Objectifs de cette labellisation
- Valoriser l’effort de mobilisation par les enseignants-chercheurs des technologies numériques en liant étroitement Recherche et Pédagogie
- Partager les bonnes expériences pédagogiques dans la communauté des établissements
- Attester de la valeur ajoutée des enseignants en Sciences de Gestion

Thèses en management :
La FNEGE décerne, chaque année, deux Prix de Thèses :
1. Prix FNEGE de la Meilleure Thèse Transdisciplinaire en Management
2. Prix FNEGE de la Meilleure Thèse en Management (thèse en 180 secondes)

Etudes de cas :
La FNEGE, en collaboration avec son Collège Scientifique et la CCMP (Centrales des Cas et Médias Pédagogiques) souhaitent encourager la production de cas qui mettent en valeur la relation entre la Recherche et la production de médias pédagogiques.
Il s’agit de montrer que l’activité scientifique participe également à la production de contributions pédagogiques et que les deux activités peuvent et doivent s’enrichir mutuellement.

## Programme d'impact BSIS
Le dispositif BSIS a été conçu pour identifier, analyser et quantifier l’étendue et la nature de l’impact d’une Business School sur ses environnements (ville, région, pays, etc… selon les aires d’impact analysés).
Le dispositif a été initialement créé par la FNEGE et a été appliqué avec succès à différentes institutions, aussi bien privées que publiques, dans le domaine de l’enseignement supérieur français.
Les critères d’évaluation et le procédé BSIS ont été adaptés pour l’international et grâce au partenariat entre la FNEGE et l’EFMD.

## FNEGE Médias
FNEGE Médias est une initiative originale portée par la FNEGE (Fondation Nationale pour l’Enseignement de la Gestion des Entreprises) avec le soutien d’Etablissements d’Enseignement Supérieur de Gestion et de Management.
FNEGE médias se donne pour vocation d’être la vitrine de la production des écoles de management françaises en matière de recherche, de pédagogie et d’expertise dans le domaine du management.
L’objectif de FNEGE Médias est de rendre disponible, pour tous, des connaissances en gestion et en management produites par des enseignants-chercheurs, reconnues de qualité sous le Label FNEGE.
La plateforme promeut les initiatives à vocation pédagogique ou les recherches des établissements d’enseignement supérieur de management français.

## Pépite France
La FNEGE, opérateur pour le Ministère de l’Enseignement Supérieur et de la Recherche (MESR) depuis 2014, contribue à l’accompagnement entrepreneurial des étudiants, par le biais de Pépite France.
Pépite France fédère les 33 Pépite (Pôles Étudiants pour l’Innovation, le Transfert et l’Entrepreneuriat) répartis sur tout le territoire français. Ils ont pour mission de renforcer la culture entrepreneuriale et l’innovation dans l’enseignement supérieur, en mettant en œuvre des actions de sensibilisation, de formation et d’accompagnement.
Pépite France favorise la mise en relation des projets de création d’entreprise des étudiants et jeunes diplômés avec les entreprises ainsi que les structures d’accompagnement et de financement.